# ريوتارو أونيشي
ريوتارو أونيشي (باليابانية: 大西 遼太郎) (مواليد 24 نوفمبر 1997) هو لاعب كرة قدم ياباني.

## وصلات خارجية
- ريوتارو أونيشي على موقع رابطة كرة القدم اليابانية للمحترفين (اليابانية)
- ريوتارو أونيشي على موقع قاعدة بيانات كرة القدم.إي يو (الإنجليزية)
- ريوتارو أونيشي على موقع Soccerway.com (الإنجليزية)
- ريوتارو أونيشي على موقع عالم كرة القدم.نت (الإنجليزية)